# Наумов, Владимир Борисович
Владимир Борисович Наумов (род. 26 марта 1938, Москва) — советский и российский геохимик, лауреат премии имени Ферсмана РАН (2010).

## Биография
Родился 26 марта 1938 года в Москве.
В 1960 году Окончил МГУ им. М. В. Ломоносова.
С 1960 года работает г. в Институте геохимии и аналитической химии им. В. И. Вернадского АН СССР (РАН): младший научный сотрудник, с 1980 г. старший научный сотрудник, с 1984 г. — заведующий сектором термобарогеохимии, с 2008 г. ведущий научный сотрудник.
Кандидат геолого-минералогических наук (1968).
Специалист в области термобарогеохимии — новой и отрасли геохимии, минералогии и петрологии, позволяющей получать информацию об основных физико-химических параметрах формирования рудных месторождений и горных пород.
Собрал большой фактический материал об условиях образования месторождений W, Sn, Mo, Au, Ag, Zn, Pb, U, Hg, Sb и As, об условиях кристаллизации магматических пород Забайкалья, Приморья, Чукотки, Кавказа, Средней Азии, Монголии, Исландии, Италии, Словакии, Румынии и США.
Начиная с середины 1970-х гг., создал постоянно пополняемую единственную в мире база данных по всем (более 21000) опубликованным в СССР, России и за рубежом работам по включениям в минералах.

## Семья
- Брат — Наумов, Георгий Борисович (1929—2019) — геолог, вернадсковед.

## Награды и премии
Лауреат премии имени Ферсмана РАН 2010 года — за цикл работ «Летучие и редкие элементы в магматических расплавах и мантийных резервуарах различных геодинамических обстановок».